# Ippolito Baccusi
Ippolito Baccusi (auch Hippolyti Baccusii; * vor 1550 in Mantua; † 2. September 1609 in Verona) war ein italienischer Komponist und Kapellmeister der Spätrenaissance.

## Leben und Wirken
Nur wenig ist über Baccusis Ausbildungsweg überliefert. Vor 1568 war er für kurze Zeit Vizekapellmeister am Markusdom in Venedig, danach setzte er seine Studien in Ravenna fort. Zwecks Beendigung dieser Studien bat er Guglielmo Gonzaga, Herzog von Mantua in einem Schreiben vom April 1570 um eine einjährige Verlängerung seines Aufenthaltes. 1572 nennt er sich in seinem zweiten Madrigalbuch maestro della musica delli Illustri Signori di Spilimbergo und Kapellmeister an der Kirche Santa Eufemia in Verona. Ab etwa 1576 bis 1589 war er als Kapellmeister am Dom zu Mantua tätig, wo ihn 1583 Lodovico Zacconi aufsuchte und später im Vorwort seiner Prattica de musica seconda parte (Venedig, 1622) lobend erwähnte. Nach 1589 ist Baccusi wieder in Verona tätig, wo er von 1592 bis zu seinem Tode als Domkapellmeister vermerkt ist.
Ippolito Baccusis Musik steht unter dem Einfluss der venezianischen Schule, geprägt durch Adrian Willaert, Giaches de Wert, Cipriano de Rore oder Andrea Gabrieli. Zahlreiche seiner Werke spiegeln die venezianische Doppelchörigkeit wider. Ab 1596 schreibt er als einer der ersten Komponisten die Verdopplung der Chorstimmen mit Musikinstrumenten vor.
Die meisten seiner Werke wurden in Venedig veröffentlicht, mehrere sind in Sammeldrucken erschienen. Er schrieb sechs Bücher mit Messen, sechs Bücher mit Motetten- und Psalmvertonungen und sieben Bücher mit Madrigalen.